# Calathosoma
Calathosoma is een geslacht van kevers uit de familie van de loopkevers (Carabidae). De wetenschappelijke naam van het geslacht is voor het eerst geldig gepubliceerd in 1938 door Jeannel.

## Soorten
Het geslacht Calathosoma is monotypisch en omvat slechts de volgende soort:
- Calathosoma rubromarginatum (Blanchard, 1843)